# Herbert Marshall
Pour les articles homonymes, voir Marshall.
Herbert Marshall (Londres, 23 mai 1890 - 22 janvier 1966, Los Angeles) est un acteur anglais.

## Biographie
Il fut marié notamment aux actrices Edna Best et Boots Mallory (de son union avec la première est née l'actrice Sarah Marshall). 
Il fut amputé d’une jambe au cours de la Première Guerre Mondiale et continua par la suite à jouer avec une prothèse. 

### Filmographie partielle
- 1927 : Mumsie (en) d'Herbert Wilcox : Col. Armytage
- 1929 : The Letter de Jean de Limur : Geoffrey Hammond
- 1930 : Meurtre  (Murder !), d'Alfred Hitchcock : John Menier
- 1931 : Secrets of a Secretary de George Abbott
- 1931 : Michael and Mary de Victor Saville
- 1932 : The Faithful Heart de Victor Saville
- 1932 : Evenings for Sale de Stuart Walker : Comte Franz von Degenthal
- 1932 : Blonde Vénus (Blonde Venus), de Josef von Sternberg : Edward "Ned" Faraday
- 1932 : Haute Pègre (Trouble in Paradise), d'Ernst Lubitsch : Gaston Monescu, alias La Valle
- 1933 : J'étais une espionne, de Victor Saville : Stephan
- 1933 : The Solitaire Man de Jack Conway
- 1934 : Four Frightened People de Cecil B. DeMille : Arnold Ainger
- 1934 : Le Voile des illusions (The Painted Veil), de Richard Boleslawski :  Dr. Walter Fane
- 1934 : Quand une femme aime (Riptide) réalisé par Edmund Goulding
- 1934 : Outcast Lady de Robert Z. Leonard
- 1935 : La Bonne Fée (The Good Fairy), de William Wyler : Dr. Max Sporum
- 1935 : L'Ange des ténèbres (The Dark Angel), de Sidney Franklin
- 1935 : The Flame Within, d'Edmund Goulding
- 1935 : Accent on Youth (en) de  Wesley Ruggles
- 1935 : If You Could Only Cook de William A. Seiter
- 1936 : La Rebelle (A Woman Rebels), de Mark Sandrich : Thomas Lane
- 1936 : Dortoir de jeunes filles (Girls Dormitory) d'Irving Cummings
- 1936 : Madame consent (The Lady Consents) de Stephen Roberts
- 1936 : L'Espionne Elsa (Till We Meet Again) de Robert Florey
- 1936 : Forgotten Faces de Ewald André Dupont
- 1936 : Make Way for a Lady de David Burton
- 1937 : Déjeuner pour deux (Breakfast for Two), d'Alfred Santell : Jonathan Blair
- 1937 : Ange, d'Ernst Lubitsch:  Sir Frederick Barker
- 1938 : Adieu pour toujours (Always Goodbye) de Sidney Lanfield : Jim Howard
- 1938 : Délicieuse (Mad About Music) de Norman Taurog : Richard Todd / Mr. Harkinson
- 1938 : Woman Against Woman (en) de Robert B. Sinclair
- 1939 : Zaza de George Cukor
- 1940 : A Bill of Divorcement, de John Farrow : Gray Meredith
- 1940 : La Lettre (The Letter), de William Wyler : Robert Crosbie
- 1940 : Correspondant 17 (Foreign Correspondent), d'Alfred Hitchcock : Stephen Fisher
- 1941 : La Vipère (The Little Foxes), de William Wyler : Horace Giddens
- 1941 : Kathleen de Harold S. Bucquet : John Davis
- 1941 : Duel de femmes (When Ladies Meet), de Robert Z. Leonard : Rogers Woodruff
- 1942 : The Moon and Sixpence, d'Albert Lewin : Geoffrey Wolfe
- 1943 : Young Ideas, de Jules Dassin : Professeur Michael Kingsley
- 1944 : André Hardy préfère les brunes (Andy Hardy's Blonde Trouble) de George B. Seitz
- 1945 : Le Cottage enchanté (The Enchanted Cottage) de John Cromwell : Major John Hillgrove
- 1945 : L'Invisible Meurtrier (The Unseen), de Lewis Allen  : Dr. Charles Evans
- 1946 : Duel au soleil (Duel in the sun), de King Vidor : Scott Chavez
- 1947 : Le Crime de madame Lexton (Ivy), de Sam Wood : Miles Rushworth
- 1947 : Le Fil du rasoir (The Razor's Edge), de Edmund Goulding : W. Somerset Maugham
- 1949 : Le Jardin secret (The Secret Garden), de Fred M. Wilcox : Lord Craven
- 1950 : Corruption (The Underworld Story) de Cy Endfield
- 1950 : Black Jack, de Julien Duvivier : Docteur James Curtis
- 1951 : La Flibustière des Antilles (Anne of the Indies), de Jacques Tourneur : Dr. Jameson
- 1952 : Un si doux visage (Angel face), d'Otto Preminger : Charles Tremayne
- 1954 : Le Chevalier du roi (The Black Shield of Falworth), de Rudolph Maté : William
- 1955 : Le Seigneur de l'aventure (The Virgin Queen), d'Henry Koster : Lord Leicester
- 1958 : Les Feux du théâtre (Stage Struck), de Sidney Lumet : Robert Marley Hedges
- 1958 : La Mouche noire (The Fly), de Kurt Neumann : l'inspecteur Charas
- 1960 : Piège à minuit (Midnight Lace), de Delbert Mann : Charles Manning
- 1963 : Cinq Semaines en ballon (Five Weeks in a Balloon), de Irwin Allen : le Premier Ministre
- 1963 : Le Dernier de la liste (The List of Adrian Messenger), de John Huston : Sir Wilfrid Lucas
- 1963 : La Cage aux femmes (The Caretakers) de Hall Bartlett : Dr. Jubal Harrington
- 1965 : Le Témoin du troisième jour (The Third Day) : Austin Parsons

### Séries télévisées
- 1964 : The Presidency: A Splendid Misery
- 1964 : 77 Sunset Strip, un épisode : le père d'Anthony